# وصفی جبار
وصفی جبار (انگلیسی: Wasfi Jabbar؛ زادهٔ ۱ ژوئیهٔ ۱۹۶۴) بازیکن فوتبال اهل عراق بود.
وی همچنین در تیم ملی فوتبال عراق بازی کرده‌است.